# Cantata
Cantata [kanˈtaːta] (nghĩa đen "được hát", quá khứ của phân từ giống số ít của động từ của tiếng Ý cantare, "hát") là phân từ có lời hát cùng với một nhạc cụ hộ tống. Các bản song ca, tam ca của George Frideric Handel là một ví dụ cho quy mô lớn. Bản motet Latin Silete Venti, cho solo soprano, cho thấy khi sử dụng hình thức này trên nhạc nhà thờ.
Ý nghĩa của Cantana đã được thay đổi theo thời gian, từ một bài thơ đơn điệu, đơn giản và là bài hát đầu tiên ở thế kỷ 17, và "cantata da camera" hát nhiều giọng và "cantata da chiesa" là thế kỷ tiếp theo của thế kỷ đó, điều đáng kể hơn là Những hình thức tại bài trở lên hấp dẫn ở thế kỉ 18 với cantata vào thế kỷ 19 được hoạ tiết thiêng liêng, có hiệu quả và là một loại đàn oratorio. Các cantata dùng trong việc phụng vụ các buổi lễ thờ được gọi là Cantata, nhà thờ hoặc Cantata thiêng; Các cantata khác được chỉ ra dưới dạng cantata thế tục. Một số cantatas cũng được biết đến trên những dịp đặc biệt như Giáng sinh cantata. Johann Sebastian Bach đã sáng tác ra chu trình của cantata, nhà thờ và những dịp năm phụng vụ.